# Jagdschloss Springe

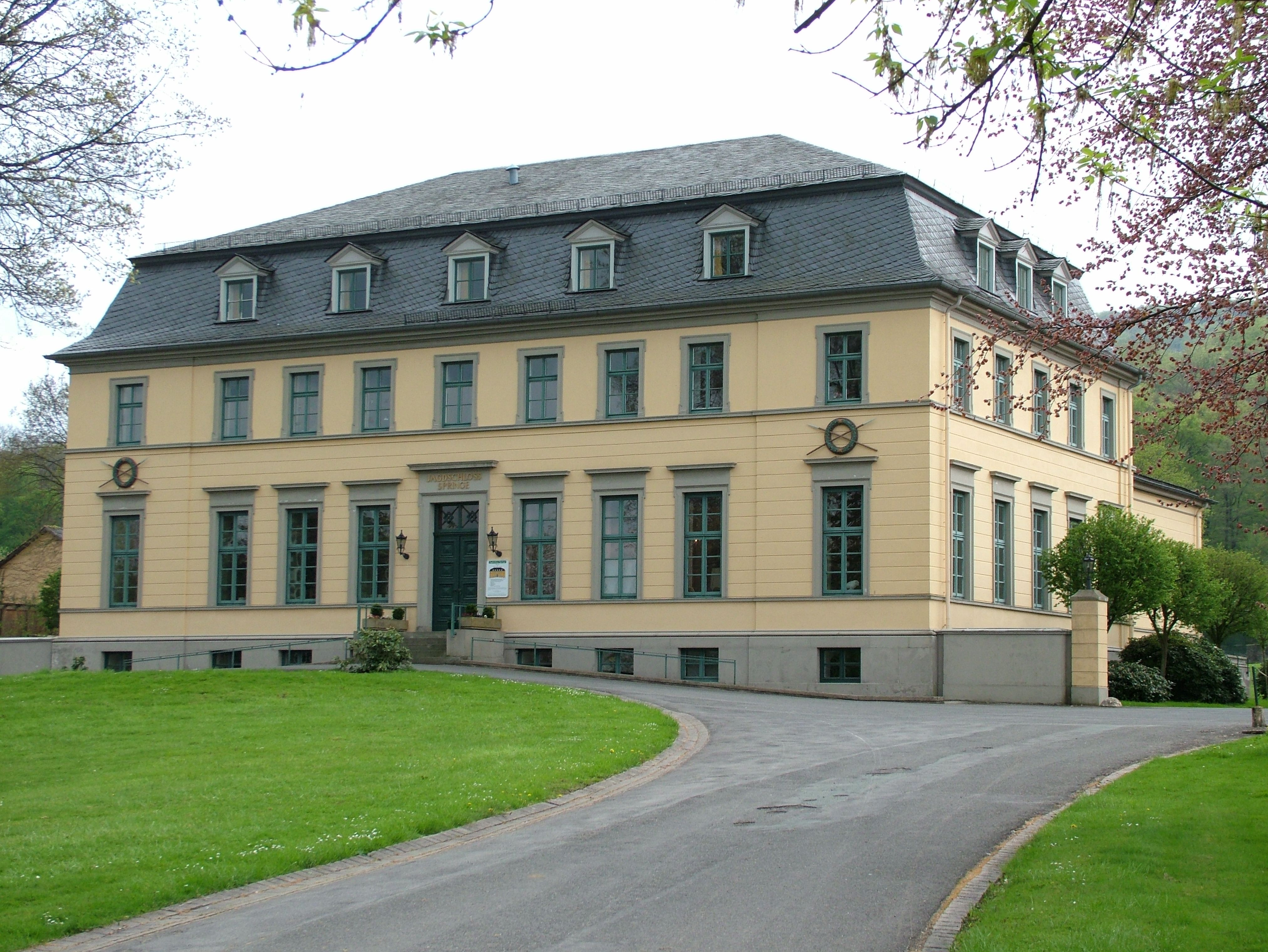
Hauptgebäude des Jagdschlosses Springe

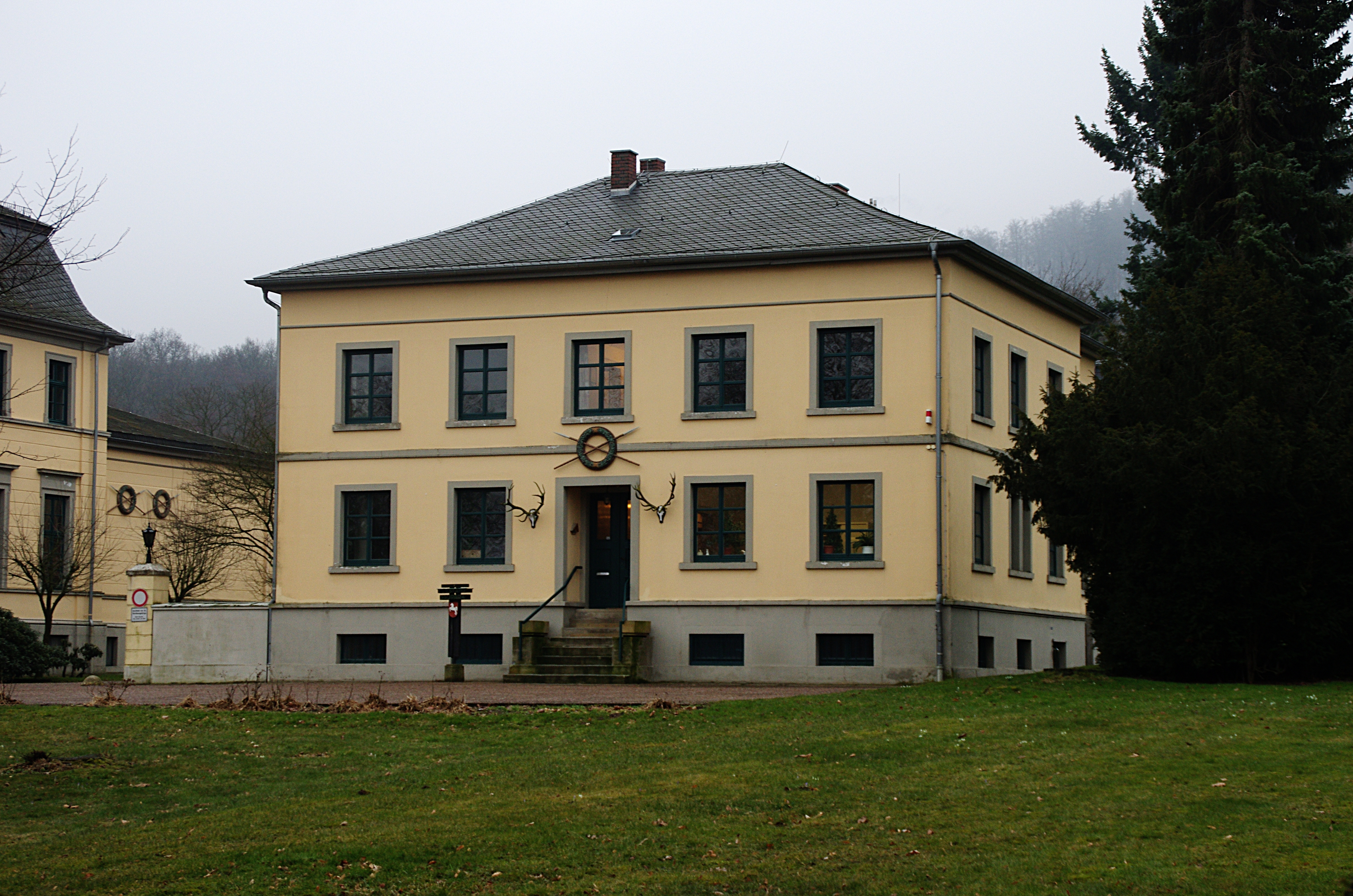
Eines der 1880 zu beiden Seiten errichteten Kavalierhäuser

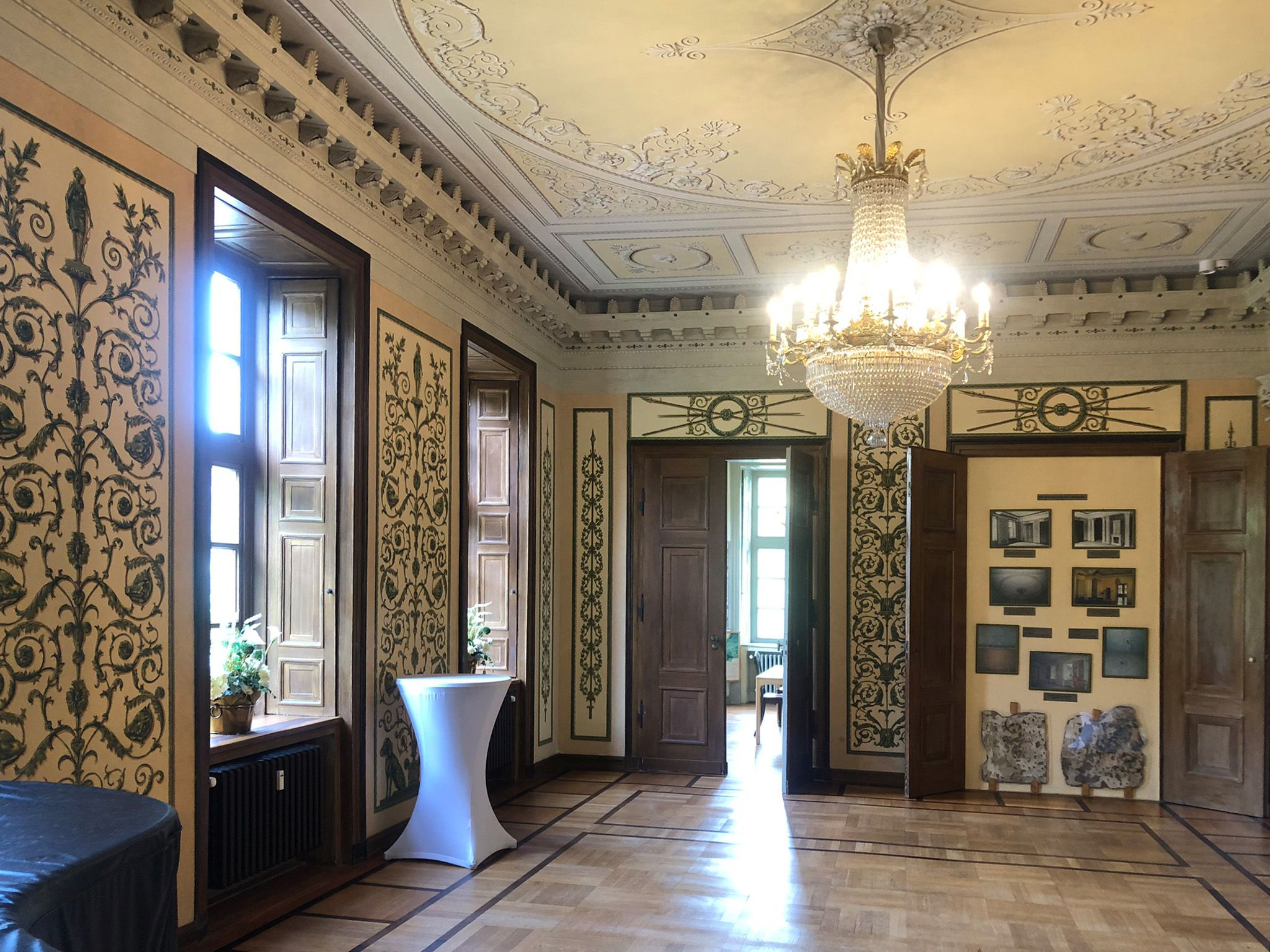
Der Laves-Saal im Hauptgebäude

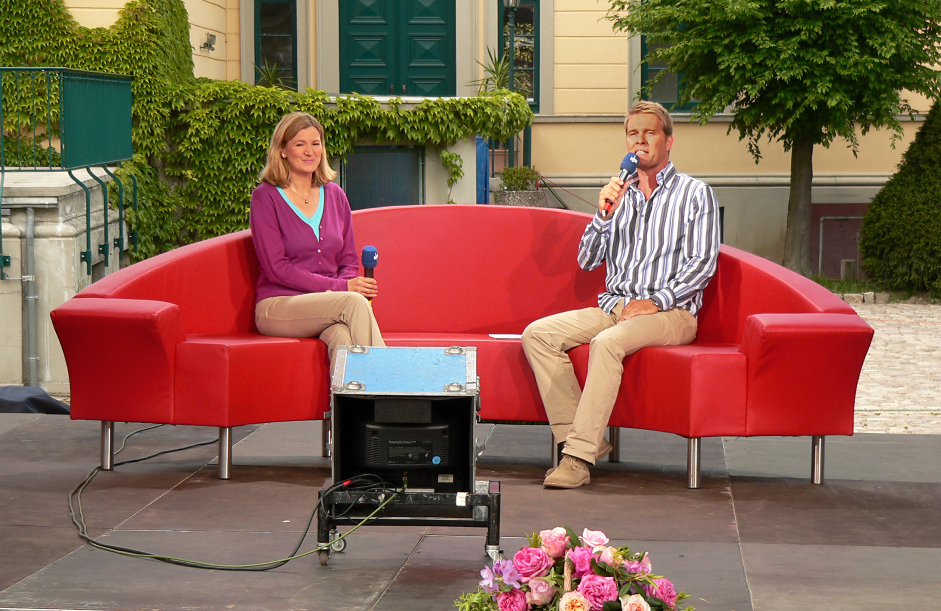
Die Sendung DAS! am Jagdschloss: Hinnerk Baumgarten, Heike Götz, 2010

Das Jagdschloss Springe ist ein Jagdschloss bei Springe am Deister, das im Saupark Springe liegt. Heute dienen der Schlossbau und seine Nebengebäude als Forstamt, Museum und Jägerlehrhof.

## Geschichte
Der Saupark Springe war Hofjagdgebiet der Könige von Hannover. König Ernst August von Hannover richtete 1837 hier seine Staatsjagd ein. Nach der Eingliederung des Königreichs Hannover in Preußen 1866 war der Saupark weiterhin Hofjagdrevier, in dem Kaiser Wilhelm II. ab 1894 alle zwei Jahre königliche Treibjagden durchführen ließ und die als Kaiserjagden bezeichnet wurden. Die letzte dieser Kaiserjagden fand im November 1912 statt. Das Jagdschloss diente dabei der Unterbringung von Herrscher und Hofstaat sowie der Jagdgäste. König Ernst August I. ließ es in den Jahren 1837 bis 1842 von Georg Ludwig Comperl und möglicherweise nach Planung von Georg Ludwig Friedrich Laves errichten. Der ursprünglich eingeschossige Bau wurde in preußischer Zeit ab 1866 erweitert und durch Nebengebäude ergänzt, da weitere Unterbringungsmöglichkeiten benötigt wurden. Dies führte 1875 zum Bau des westlichen Seitengebäudes als Kavalierhaus. 1877 wurde der Kaisersaal als neuer Speisesaal angebaut. Des Weiteren entstand 1898 hinter dem westlichen Seitengebäude ein Verwalterwohnhaus. 1889 wurde der Mittelbau als Hauptgebäude des Jagdschlosses um ein Ober- und Mansardengeschoss aufgestockt.
Zwischen dem Ersten und dem Zweiten Weltkrieg diente das Jagdschloss als Kinderheim. Als der Saupark in der Zeit des Nationalsozialismus „Staatsjagdrevier“ wurde, diente das Kavalierhaus der Unterbringung von Jagdgästen des Reichsjägermeisters Hermann Göring. Nach dem Krieg war das Jagdschloss bis zur Auslagerung 1961 Krankenhaus für den Landkreis Springe.
Der hannoversche Bankier Wilhelm Pleister förderte ab 1965 den Ausbau des Schlosses zur Nutzung durch die niedersächsische Jägerschaft. Nach einer Renovierung in den Jahren 1965 bis 1967 fand das „Museum für Natur – Jagd – Kultur“ in dem Gebäude Platz. Seit dieser Zeit wird im Schloss der „Jägerlehrhof Jagdschloss Springe“ betrieben, der zeitweilig vom Forstmann und Jagdwissenschaftler Friedrich Türcke betreut wurde. Der Lehrhof betreibt einen Lehrbetrieb mit Lehrgängen für Berufsjäger und Jagdaufseher und bietet Seminare für Angehörige von Jägerschaften. Im westlichen Seitengebäude des Jagdschlosses hat heute das Forstamt Saupark der Niedersächsischen Landesforsten seinen Sitz. 
Bei weiteren Renovierungen wurde zwischen 1988 und 1993 das klassizistisch ausgestattete Untergeschoss samt Wand- und Deckenbemalung und von 1999 bis 2000 auch der sogenannte Kaisersaal samt Möblierung wieder hergestellt.